# Vlekvleugellijster
De vlekvleugellijster (Geokichla spiloptera; synoniem: Zoothera spiloptera) is een zangvogel uit de familie Turdidae (lijsters). De vogel werd in 1847 door Edward Blyth geldig beschreven. Het is een voor uitsterven gevoelige vogelsoort van Sri Lanka.

## Kenmerken
De vogel is 21 tot 23 cm lang. Deze lijster lijkt op de zanglijster en nog meer op de natallijster: warm bruin van boven en witachtige onderkant met stippels. De vogel verschilt door duidelijke zwarte vlekken op de kop en twee witte, vaag gestippelde vleugelstrepen.

## Verspreiding en leefgebied
Deze soort is endemisch op Sri Lanka. Het voorkeursleefgebied bestaat uit dicht begroeid en vochtig regenbos op hellingen tussen de 300 en 1200 meter boven zeeniveau. De vogel wordt ook wel waargenomen in secundair bos en struikgewas en theeplantages. De vogel foerageert op de bosbodem.

## Status
De vlekvleugellijster heeft een beperkt verspreidingsgebied en daardoor is de kans op uitsterven aanwezig. De grootte van de populatie is niet gekwantificeerd. De populatie-aantallen nemen echter af door habitatverlies. Het leefgebied wordt aangetast door ontbossing, waarbij natuurlijk bos wordt omgezet in gebied voor agrarisch gebruik. Om deze redenen staat deze soort als gevoelig op de Rode Lijst van de IUCN.